# 라이디 데니어
리디 디니어(영어: Lydie Denier, 프랑스어: 리디 드니에, 1964년 4월 15일 ~ )는 프랑스 출신의 미국 배우, 모델이다.
생나제르에서 태어났다.

## 출연 작품
- 네이처 언리쉬드: 어스퀘이크 (2005년) - Miss 화이트 역
- 해머헤드: 샤크 프렌지 (2005년)
- 프로젝트 바이퍼 (2002년)
- 더 뉴 어드벤처 오브 로빈 훗 (1997년)
- 어썰트 타겟 (1996년)
- 폭풍 지대 (1995년)
- 퍼펙트 알리바이 (1995, Perfect Alibi)
- LA 커넥션 (1995년)
- 가디언 엔젤 (1994년) - 니나 역
- 블랙 다이아몬드 (1994년)
- 누드 살인 (1993년)
- 나이트 트랩 (1993년)
- 레드 슈 다이어리 3 (1993년)
- 붉은 사냥 (1992년)
- 사랑의 본능 (1992년)
- 멜리딕션 (1990년)
- 레드 블러드 (1990년)
- 비밀의 성 (1988년)
- 지옥의 전사들 (1987년)

### 텔레비전
- 타잔 (1991-94, Tarzán)
- 타잔: 조 라라 편 2 (1996-97, Tarzan: The Epic Adventures)